# Federico Kurtz
Prof. Dr. Fritz o Federico Kurtz ( Berlín, 1854 – Córdoba, 1921) fue un naturalista, y botánico germano-argentino.
Se doctoró en la Universidad de Berlín en 1879 y cinco años después se hizo cargo de la cátedra de Botánica de la Universidad Nacional de Córdoba, en la que permaneció hasta 1915. Su dilatada actuación favoreció la consolidación de los estudios y la investigación en la disciplina que había comenzado el Dr. Pablo Lorentz.
Además de acrecentar el número de ejemplares de las colecciones, Kurtz contribuyó a incrementar el acervo cultural del país con la publicación de obras fundamentales para la botánica y la paleobotánica argentina.
Llegó a la frontera con Chile, en su viaje de 1885/86 - a través de Paramillos de Uspallata- y reunió plantas que actualmente se encuentran  depositadas en los herbarios del Museo Botánico de la Universidad Nacional de Córdoba y de Farmacología de Buenos Aires. Repitió su viaje en 1897 y 1900. Kurtz estudió, además, colecciones realizadas en la cordillera por Bodenbender.
Como director del Museo de Botánica y como miembro activo de la Academia Nacional de Ciencias de Córdoba, mantuvo un intercambio fluido de ideas y materiales con científicos e instituciones de todo el mundo.
A pesar del período prolongado que permaneció a frente de la Cátedra de Botánica, Kurtz no logró formar un discípulo que continuara sus estudios, pero influyó entre los naturalistas de la época, en particular de Eduardo Ladislao Holmberg y Juan Domínguez.
Su herbario y biblioteca particulares fueron adquiridos por la Universidad Nacional de Córdoba y se integraron al patrimonio del Museo de Botánica.
- La abreviatura «Kurtz» se emplea para indicar a Federico Kurtz como autoridad en la descripción y clasificación científica de los vegetales.[1]